# Saskatchewan-Gletscher
Der Saskatchewan-Gletscher ist ein Gletscher, der im Banff-Nationalpark in Alberta, der westlichsten der Prärieprovinzen Kanadas, etwa 120 km von der Stadt Banff entfernt, gelegen ist. 
Der Saskatchewan-Gletscher ist ein Auslassgletscher des Columbia-Eisfeldes in den Kanadischen Rocky Mountains. Der Gletscher ist ein wichtiger Wasserlieferant für den North Saskatchewan River. Er ist etwa 15 km lang und bedeckt eine Fläche von 30 km². Zwischen den Jahren 1893 und 1953 ging der Gletscher im Zuge der globalen Gletscherschmelze um 1364 m zurück.